# Belouška
Belouška (znanstveno ime Natrix natrix) je nestrupena in človeku nenevarna evropska kača. Je najpogostejša in najbolj razširjena kača v Sloveniji.

## Opis
Belouško prepoznamo po dveh belih, rumenih ali oranžnih lisah tik za glavo (ob straneh), ki sta ostro omejeni s temnimi lisami in po katerih je kača dobila ime. Včasih je svetla lisa lahko zabrisana, črna lisa pa je vedno prisotna, razen pri popolnoma črnih osebkih. Hrbet je zeleno ali rjavkasto siv s temnimi pegami in svetlimi lisami. Nekateri osebki imajo vzdolž telesa dve svetli progi ali so popolnoma črni. Na trebušni strani so prečne črne proge na svetli podlagi. Hrbtne luske imajo po sredini izrazite grebene. Oko je veliko z okroglo zenico, pred njim leži le ena predočesna ploščica. Od sedmih nadustnih ploščic se 3. in 4. dotikata očesa. Običajno zraste okoli 90 do 110 centimetrov (samice so večje od samcev), vendar so bili najdeni tudi primerki, dolgi do dveh metrov.
Kadar se čuti ogroženo, poskuša plenilca odgnati s pihanjem ali smrdljivimi izločki, včasih pa se obrne na hrbet, na široko razpre usta, iz katerih pomoli jezik in se naredi mrtvo, s čimer skuša pretentati plenilca.

## Razširjenost
Belouška živi po vsej kontinentalni Evropi od Skandinavije do Sredozemlja. Prebiva ob potokih, rekah, mlakah, jezerih in celo večjih lužah, kjer si kot izvrstna plavalka lovi hrano.

## Prehrana
Belouška se hrani z dvoživkami, pa tudi ribami in vodnimi nevretenčarji. Mladiči se hranijo s paglavci dvoživk. Plen pogoltne, ne da bi ga zadavila.

## Razmnoževanje
Parijo se aprila in maja, včasih še enkrat jeseni. Od junija do avgusta izležejo 11 do 70 jajc. Po 3 do 10 tednih se mladiči izvalijo, praviloma v septembru. Pogosto več samic v kupe gnoja, komposta ali gnijočega listja odloži jajca.